# ウィキペディアにおける地理的なバイアス

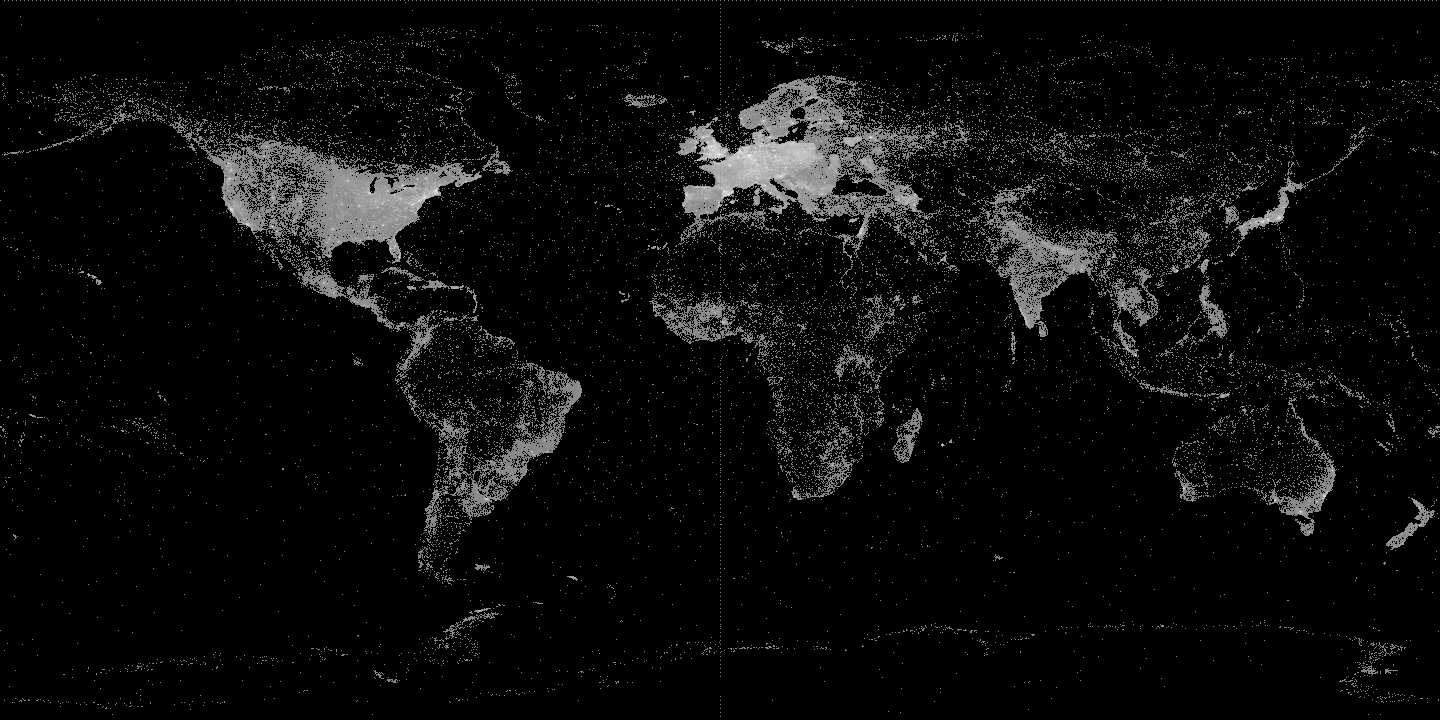
ジオタグ付きの Wikipedia エントリの世界的な密度 (2013年)[更新が必要

ウィキペディアは、記事の主題の地理的な関連性に関して、その記事の分布における不平等について批判されてきた。 この調査によると、ウィキペディアの言語によってこの分布にはかなりの違いがあるにもかかわらず、世界の他の地域の特定の地域に関する情報が不足していることと相まって、米国と西ヨーロッパに関連するコンテンツが増加するという共通の傾向があることがわかった。

## 分析
インターネット地理とウィキペディアに関するいくつかの研究が、オックスフォード インターネット研究所 (OII) のメンバーによって出版された。

OII のマーク・グラハムによるガーディアン紙の 2009 年の記事では、色分けされた世界地図が示されており、地球北の国々と地球南の国々のジオタグ付きウィキペディア記事 (すべての言語) の数の差が示されている。 グラハムは次のように書いている。
アフリカ大陸のほぼ全土は、地理的にウィキペディアにあまり掲載されていない。 驚くべきことに、アフリカの 53 か国のうち1か国を除くすべての国よりも、南極について書かれたウィキペディアの記事のほうが多くある (あるいは、おそらくもっと驚くべきことに、アフリカ、アジア、 そしてアメリカ大陸）。
2010年にウィキペディアの人々の編集を分析したところ、最も人口の多い大陸であるアジアが編集の16.67%にのみ含まれていたことが明らかになった。アフリカ (6.35%) と南アメリカ (2.58%) も同様に過小評価された。OII による2011年の調査では、ある場所でタグ付けされた記事の 84% がヨーロッパまたは北アメリカのものであり、南極大陸はアフリカや南アメリカのどの国よりも多くの記事が掲載されていることがわかった 。ウィキアフリカ教育イニシアチブの創設者であるアダマ・サンネによると、2021 年現在、英語版ウィキペディアにはアフリカよりもパリに関する記事の方が多いそうだ。
2011年に言語別の内訳（アラビア語、エジプト・アラビア語、英語、フランス語、ヘブライ語、ペルシア語、スワヒリ語）がOIIによって報告された。 Graham は、分布におけるいくつかの予期せぬパターンを報告した。 たとえば、スワヒリ語のウィキペディアには、トルコでジオタグが付けられた記事が異常に多くある。 グラハムは、関心のある分野で多数のスタブ記事を作成する専任の編集者によって、これと同様の成果物について説明する。
2015年の OII 論文は、ウィキペディア編集への参加状況が非常に不均一であることを報告した。特に、低所得国の寄稿者は自国のことよりも高所得国のことを多く書くことで、地理的不均衡に寄与していることが判明した。
デヴィッド・ラニアドとマルク・ミケル・リベによる2016年の研究では、文化的アイデンティティがウィキペディア編集者にとって、特にウィキペディアのカテゴリー「文化」と「地理」において、そのアイデンティティに関連する可能性のある分野での作品に影響を与える重要な無意識の動機であることが実証的に確認された。同様の結論が2010年にヘクトとガーグルによって導かれた。ウィキペディアンは、近くの場所に関連するトピックに取り組む傾向がある。ラニアドとリベは、文化的アイデンティティに起因する不均衡を克服するために、ウィキペディアは異なる言語のウィキペディアの編集者がその文化的アイデンティティを他のウィキペディアに広めることを促進する必要があると提案している。この目的のために、ウィキメディア財団によって開発された翻訳ツールと記事推奨ツールは、文化的アイデンティティに関連するキーワードに基づいて優先コンテンツを選択するオプションを提供することで役立つ可能性がある。

## 参照
- インターネット利用者数による国順リスト